# خان دامغان
خان دامغان (بالفارسية: کاروانسرای دامغان) هو خان تاريخي يعود إلى عصر السلالة الصفوية، ويقع في دامغان.